# Europese kampioenschappen indooratletiek 2007
De 29ste Europese kampioenschappen indooratletiek werden van 2 tot en met 4 maart 2007 georganiseerd in het Britse Birmingham.

## Belgische en Nederlandse selectie

### België
Kim Gevaert (60 m), Eline Berings (60 m horden), Tia Hellebaut (hoogspringen), Joeri Jansen (1500 m), Michael Velter (hink-stap-sprong), François Gourmet (zevenkamp), Frédéric Xhonneux (zevenkamp)

### Nederland
Karin Ruckstuhl (vijfkamp), Arnoud Okken (800 m), Ate van der Burgt (1500 m), Michiel Löschner (1500 m), Marcel van der Westen (60 m horden), Gregory Sedoc (60 m horden), Martijn Nuijens (hoogspringen), Rens Blom (polsstokspringen), Rutger Smith (kogelstoten), Eugène Martineau (zevenkamp)

## Prestaties Belgische en Nederlandse selectie

### België
| Atleet                            | Ronde                                            | Prestatie                                   | Plaats              |
| --------------------------------- | ------------------------------------------------ | ------------------------------------------- | ------------------- |
| Kim Gevaert (60 m)                | 1e ronde halve finale finale                     | 7,17 7,10 (BR) 7,12                         | 1 · 1 ·             |
| Eline Berings (60 m horden)       | halve finale finale                              | 8,07 (BR) 8,56                              | 3 8                 |
| Tia Hellebaut (hoogspringen)      | kwalificatie finale                              | 1,93 2,05 (BR)                              | 1 ·                 |
| Joeri Jansen (1500 m)             | kwalificatie finale                              | 3.45,09 3.46,82                             | 6 7                 |
| Michael Velter (hink-stap-sprong) | kwalificatie finale                              | 16,52 -                                     | 9 -                 |
| François Gourmet (zevenkamp)      | 60 m ver kogel hoog 60 mH polsstok 1000 m totaal | 6,93 7,00 13,67 1,90 8,44 5,00 2.47,30 5721 | 2 12 9 12 8 6 8     |
| Frédéric Xhonneux (zevenkamp)     | 60 m ver kogel hoog 60 mH polsstok 1000 m totaal | 7,23 7,03 12,92 1,99 8,52 4,80 2.34,33 5720 | 15 10 11 7 11 9 1 9 |

### Nederland
| Atleet                              | Ronde                                            | Prestatie                                   | Plaats              |
| ----------------------------------- | ------------------------------------------------ | ------------------------------------------- | ------------------- |
| Karin Ruckstuhl (vijfkamp)          | 60 mH hoog kogel ver 800 m totaal                | 8,30 1,88 (NR) 13,83 6,50 2.16,65 4801 (NR) | 4 · 4 · 9 · 3 · 8 · |
| Arnoud Okken (800 m)                | 1e ronde halve finale finale                     | 1.49,15 1.49,65 1.47,92                     | 1 · 6 ·             |
| Ate van der Burgt (1500 m)          | kwalificatie finale                              | 3.47,66 -                                   | 13 -                |
| Michiel Löschner (1500 m)           | kwalificatie finale                              | 3.51,35 -                                   | 20 -                |
| Marcel van der Westen (60 m horden) | 1e ronde kwalificatie finale                     | 7,62 7,64                                   | 3 · 1 ·             |
| Gregory Sedoc (60 m horden)         | 1e ronde halve finale finale                     | 7,69 7,63                                   | 5 · 2 ·             |
| Martijn Nuijens (hoogspringen)      | kwalificatie finale                              | 2,18 -                                      | 15 -                |
| Rens Blom (polsstokhoogspringen)    | kwalificatie finale                              | 5,55 -                                      | 9 -                 |
| Rutger Smith (kogelstoten)          | kwalificatie finale                              | 19,19 -                                     | 9 -                 |
| Eugène Martineau (zevenkamp)        | 60 m ver kogel hoog 60 mH polsstok 1000 m totaal | 7,09 6,27 (geblesseerd) -                   | 9 15 -              |

## Uitslagen

### Mannen

#### 60 m
| rang   | atleet          | land | tijd |
| ------ | --------------- | ---- | ---- |
| Goud   | Jason Gardener  | GBR  | 6,51 |
| Zilver | Craig Pickering | GBR  | 6,59 |
| Brons  | Ronald Pognon   | FRA  | 6,60 |

#### 400 m
| rang   | atleet           | land | tijd  |
| ------ | ---------------- | ---- | ----- |
| Goud   | David Gillick    | IRL  | 45,52 |
| Zilver | Bastian Swillims | GER  | 45,62 |
| Brons  | Robert Tobin     | GBR  | 46,15 |

#### 800 m
| rang   | atleet           | land | tijd    |
| ------ | ---------------- | ---- | ------- |
| Goud   | Arnoud Okken     | NED  | 1.47,92 |
| Zilver | Miguel Quesada   | ESP  | 1.47,96 |
| Brons  | Maurizio Bobbato | ITA  | 1.48,71 |

#### 1500 m
| rang   | atleet              | land | tijd    |
| ------ | ------------------- | ---- | ------- |
| Goud   | Juan Carlos Higuero | ESP  | 3.44,41 |
| Zilver | Sergio Gallardo     | ESP  | 3.44,51 |
| Brons  | Arturo Casado       | ESP  | 3.44,73 |

#### 3000 m
| rang   | atleet            | land | tijd    |
| ------ | ----------------- | ---- | ------- |
| Goud   | Cosimo Caliandro  | ITA  | 8.02,44 |
| Zilver | Bouabdellah Tahri | FRA  | 8.02,85 |
| Brons  | Jesús España      | ESP  | 8.02,91 |

#### 60 m horden
| rang   | atleet                | land | tijd |
| ------ | --------------------- | ---- | ---- |
| Goud   | Gregory Sedoc         | NED  | 7,63 |
| Zilver | Marcel van der Westen | NED  | 7,64 |
| Brons  | Jackson Quiñónez      | ESP  | 7,65 |

#### 4 x 400 m
| rang   | atleet                                                         | land | tijd    |
| ------ | -------------------------------------------------------------- | ---- | ------- |
| Goud   | Robert Tobin Dale Garland Philip Taylor Steven Green           | GBR  | 3.07,04 |
| Zilver | Ivan Boezolin Vladislav Frolov Maksim Dyldin Artjom Sergejenko | RUS  | 3.08,10 |
| Brons  | Piotr Kedzia Marcin Marciniszyn Lukasz Pryga Piotr Klimczak    | POL  | 3.08,14 |

#### Verspringen
| rang   | atleet          | land | afstand |
| ------ | --------------- | ---- | ------- |
| Goud   | Andrew Howe     | ITA  | 8,30    |
| Zilver | Loúis Tsátoumas | GRE  | 8,02    |
| Brons  | Salim Sdiri     | FRA  | 8,00    |

#### Hink-stap-springen
| rang   | atleet             | land | afstand |
| ------ | ------------------ | ---- | ------- |
| Goud   | Phillips Idowu     | GBR  | 17,56   |
| Zilver | Nathan Douglas     | GBR  | 17,47   |
| Brons  | Aleksandr Sergejev | RUS  | 17,15   |

#### Hoogspringen
| rang   | atleet          | land | hoogte |
| ------ | --------------- | ---- | ------ |
| Goud   | Stefan Holm     | SWE  | 2,34   |
| Zilver | Linus Thörnblad | SWE  | 2,32   |
| Brons  | Martyn Bernard  | GBR  | 2,29   |

#### Polsstokhoogspringen
| rang   | atleet            | land | hoogte |
| ------ | ----------------- | ---- | ------ |
| Goud   | Danny Ecker       | GER  | 5,71   |
| Zilver | Denys Joertsjenko | UKR  | 5,71   |
| Brons  | Björn Otto        | GER  | 5,71   |

#### Kogelstoten
| rang   | atleet          | land | afstand |
| ------ | --------------- | ---- | ------- |
| Goud   | Mikuláš Konopka | SVK  | 21,57   |
| Zilver | Pavel Lyzjyn    | BLR  | 20,82   |
| Brons  | Joachim Olsen   | DEN  | 20,55   |

#### Zevenkamp
| rang   | atleet              | land | punten |
| ------ | ------------------- | ---- | ------ |
| Goud   | Roman Šebrle        | CZE  | 6196   |
| Zilver | Aleksandr Pogorelov | RUS  | 6127   |
| Brons  | Andrej Krawtsjanka  | BLR  | 6090   |

### Vrouwen

#### 60 m
| rang   | atleet              | land | tijd |
| ------ | ------------------- | ---- | ---- |
| Goud   | Kim Gevaert         | BEL  | 7,12 |
| Zilver | Jevgenija Poljakova | RUS  | 7,18 |
| Brons  | Daria Onysko        | POL  | 7,20 |

#### 400 m
| rang   | atleet           | land | tijd  |
| ------ | ---------------- | ---- | ----- |
| Goud   | Nicola Sanders   | GBR  | 50,02 |
| Zilver | Ilona Voesovitsj | BLR  | 51,00 |
| Brons  | Olesja Zykina    | RUS  | 51,69 |

#### 800 m
| rang   | atleet           | land | tijd    |
| ------ | ---------------- | ---- | ------- |
| Goud   | Oksana Zbrozjek  | RUS  | 1.59,23 |
| Zilver | Tetjana Petljoek | UKR  | 1.59,84 |
| Brons  | Jolanda Čeplak   | SLO  | 2.00,00 |

#### 1500 m
| rang   | atleet             | land | tijd    |
| ------ | ------------------ | ---- | ------- |
| Goud   | Lidia Chojecka     | POL  | 4.05,13 |
| Zilver | Natalja Panteljeva | RUS  | 4.06,04 |
| Brons  | Olesia Choemakova  | RUS  | 4.06,48 |

#### 3000 m
| rang   | atleet             | land | tijd    |
| ------ | ------------------ | ---- | ------- |
| Goud   | Lidia Chojecka     | POL  | 8.43,25 |
| Zilver | Marta Domínguez    | ESP  | 8.44,40 |
| Brons  | Silvia Weissteiner | ITA  | 8.44,81 |

#### 60 m horden
| rang   | atleet              | land | tijd |
| ------ | ------------------- | ---- | ---- |
| Goud   | Susanna Kallur      | SWE  | 7,87 |
| Zilver | Aleksandra Antonova | RUS  | 7,94 |
| Brons  | Kirsten Bolm        | GER  | 7,97 |

#### 4 x 400 m
| rang   | atleet                                                                       | land | tijd    |
| ------ | ---------------------------------------------------------------------------- | ---- | ------- |
| Goud   | Joeljana Joestsjanka Iryna Chljoestava Svjatlana Voesovitsj Ilona Voesovitsj | BLR  | 3.27,83 |
| Zilver | Olesja Zykina Natalja Ivanova Zjanna Kasjtsjejeva Natalja Antjoech           | RUS  | 3.28,16 |
| Brons  | Emma Duck Nicola Sanders Kim Wall Lee McConnell                              | GBR  | 3.28,69 |

#### Verspringen
| rang   | atleet              | land | afstand |
| ------ | ------------------- | ---- | ------- |
| Goud   | Naide Gomes         | POR  | 6,89    |
| Zilver | Concepción Montaner | ESP  | 6,69    |
| Brons  | Denisa Ščerbová     | CZE  | 6,64    |

#### Hink-stap-springen
| rang   | atleet               | land | afstand |
| ------ | -------------------- | ---- | ------- |
| Goud   | Carlota Castrejana   | ESP  | 14,64   |
| Zilver | Olesia Boefalova     | RUS  | 14,50   |
| Brons  | Teresa Nzola Meso Ba | FRA  | 14,49   |

#### Hoogspringen
| rang   | atleet                | land | hoogte |
| ------ | --------------------- | ---- | ------ |
| Goud   | Tia Hellebaut         | BEL  | 2,05   |
| Zilver | Antonietta di Martino | ITA  | 1,96   |
| Brons  | Venelina Veneva       | BUL  | 1,96   |

#### Polsstokhoogspringen
| rang   | atleet                | land | hoogte |
| ------ | --------------------- | ---- | ------ |
| Goud   | Svetlana Feofanova    | RUS  | 4,76   |
| Zilver | Joelia Goloebtsjikova | RUS  | 4,71   |
| Brons  | Anna Rogowska         | POL  | 4,66   |

#### Kogelstoten
| rang   | atleet               | land | afstand |
| ------ | -------------------- | ---- | ------- |
| Goud   | Assunta Legnante     | ITA  | 18,92   |
| Zilver | Irina Choedorosjkina | RUS  | 18,50   |
| Brons  | Olga Rjabinkina      | RUS  | 18,16   |

#### Vijfkamp
| rang   | atleet          | land | punten |
| ------ | --------------- | ---- | ------ |
| Goud   | Carolina Klüft  | SWE  | 4944   |
| Zilver | Kelly Sotherton | GBR  | 4927   |
| Brons  | Karin Ruckstuhl | NED  | 4801   |

## Medailleklassement
| Plaats | Land                | Goud | Zilver | Brons | Totaal |
| 1      | Verenigd Koninkrijk | 4    | 3      | 3     | 10     |
| 2      | Italië              | 3    | 1      | 2     | 6      |
| 3      | Zweden              | 3    | 1      | 0     | 4      |
| 4      | Rusland             | 2    | 10     | 3     | 15     |
| 5      | Spanje              | 2    | 5      | 1     | 8      |
| 6      | Nederland           | 2    | 1      | 1     | 4      |
| 7      | Polen               | 2    | 0      | 3     | 5      |
| 8      | België              | 2    | 0      | 0     | 2      |
| 9      | Wit-Rusland         | 1    | 2      | 1     | 4      |
| 10     | Duitsland           | 1    | 1      | 2     | 4      |
| 11     | Tsjechië            | 1    | 0      | 1     | 2      |
| 12     | Ierland             | 1    | 0      | 0     | 1      |
| 12     | Portugal            | 1    | 0      | 0     | 1      |
| 12     | Slowakije           | 1    | 0      | 0     | 1      |
| 15     | Oekraïne            | 0    | 2      | 0     | 2      |
| 16     | Griekenland         | 0    | 1      | 0     | 1      |
| 17     | Frankrijk           | 0    | 0      | 4     | 4      |
| 18     | Bulgarije           | 0    | 0      | 1     | 1      |
| 18     | Denemarken          | 0    | 0      | 1     | 1      |
| 18     | Slovenië            | 0    | 0      | 1     | 1      |